# 新疆社会科学院
43°50′58″N 87°34′07″E / 43.84951°N 87.56865°E
新疆社会科学院，中国共产党新疆维吾尔自治区委员会直属的一所哲学、社会科学综合研究机构，是自治区党委宣传部下辖事业单位。1979年9月开始筹备，1981年3月正式成立。

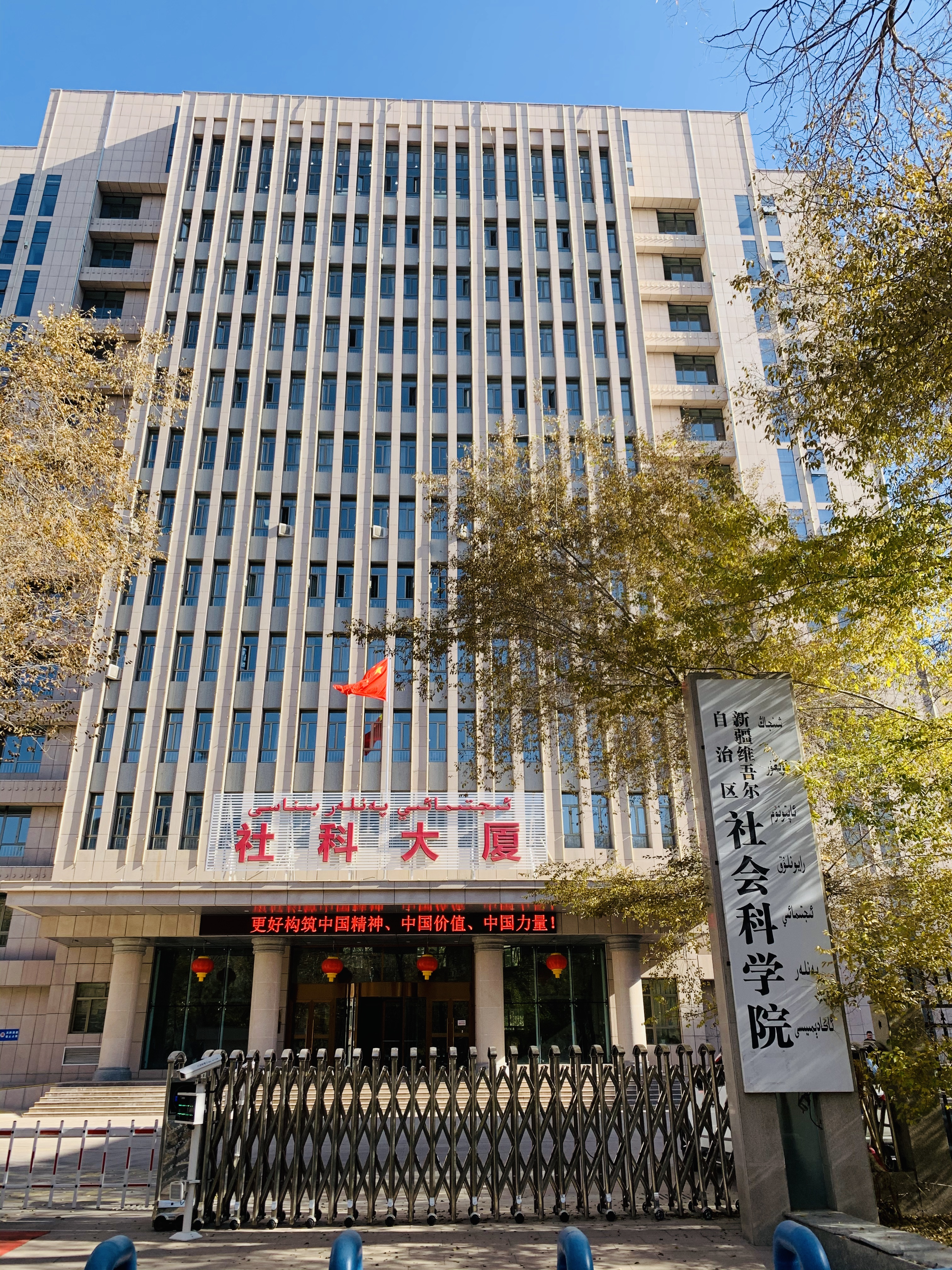
新疆维吾尔自治区社会科学院

## 历史
1979年9月，经中国共产党新疆维吾尔自治区委员会批准，新疆社会科学院筹备组成立，自治区党委常委、宣传部部长韩劲草任组长。1981年3月，新疆社会科学院正式成立。其前身是自治区党委宣传部政治理论研究室、自治区科委所属的新疆民族研究所、原自治区文字改革委员会语言研究室、自治区博物馆考古队。

## 机构设置
新疆社会科学院下设新疆中国特色社会主义理论体系研究中心、哲学、经济、农村发展、法学、民族、社会学、宗教、中亚、语言、民族文化、历史等12个研究所，其图书馆藏书32万册，开办有维、汉、哈三种文字版的“新疆哲学社会科学网”，并出版有三种文字的《新疆社会科学》及汉文版《西域研究》。此外，还设有新疆邓小平理论研究中心、新疆经济发展战略研究中心、新疆民族宗教问题研究中心、新疆国际问题研究中心、西域研究中心、新疆文化发展研究中心等6个非行政编制的研究中心，与地州联合创办有新疆博州社会经济发展研究所、伊犁州社会经济发展研究所、阿克苏社会经济发展研究所、新疆和田社会经济发展研究所等经济社会发展研究所。